# Wendos
Wendos o vendos (en alemán: Wenden; en latín: Venedi) es el nombre dado por los germanos a los pueblos eslavos del centro-norte de Europa, en particular de los sorbios o sorabos que viven en el nordeste de la actual Alemania. Su nombre deriva del término alemán Veneter, que se usaba para denominar a varias tribus no germánicas. Al parecer los germanos tomaron la palabra wend del céltico, que tiene en los idiomas celtas antiguos, entre ellos los vénetos, el significado de "rubio". Los germanos habrían tomado la palabra y la habrían aplicado así a los pueblos no germanos ni latinos más próximos a ellos, en particular a los eslavos occidentales; el adjetivo alemán de "Wenden" es "Windisch" (véndico). .

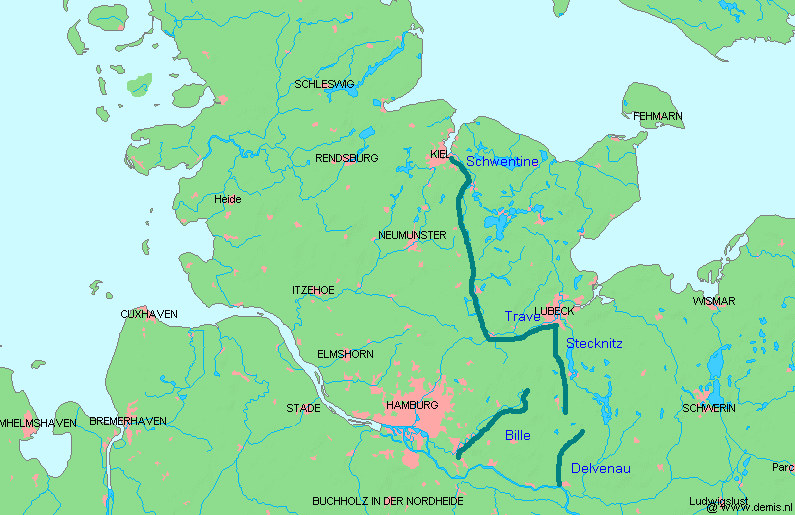
La frontera Limes Saxoniae entre los sajones y los lechitas obotritas, establecida hacia el año 810 en el actual Schleswig-Holstein.

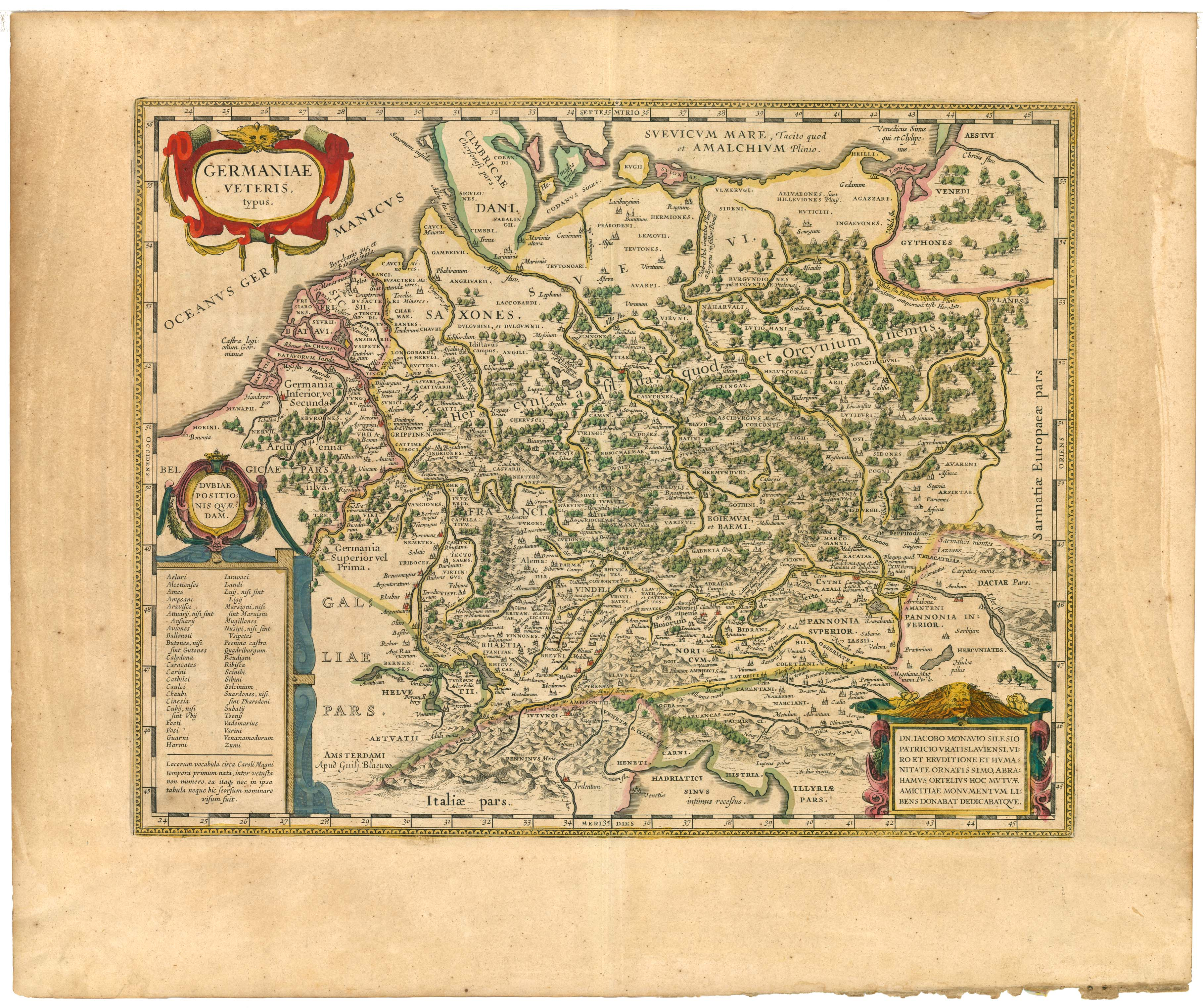
Germaniae veteris typus (Antigua Alemania). Aestudos, Venedos, Gitones e Ingaevones son visibles en la esquina superior derecha del mapa. Editado por Willem y Joan Blaeu, 1645.

## Origen del nombre
Esta palabra no se ha utilizado mucho a lo largo de la historia. Tácito en De Germania habla de los venedi creyéndoles un pueblo germano habitante de las regiones orientales de Europa, y en tal sentido se puede llegar a confundir con los vándalos. El cosmógrafo Claudio Ptolomeo en su Geographia cita a los Ouenedoi o Venedes en regiones que aproximadamente corresponden en la actualidad al este de Alemania y a Polonia, quedando relegada simplemente a uno o dos grupos eslavos, aunque en el pasado se usaba como término arcaico para designar a todos los pueblos eslavos. Como resultado, aún hoy es difícil presentar un cuadro coherente de los vendos como pueblo.
Los significados que englobaba el término abarcan los siguientes campos:
1. Los francos denominaban a todos los eslavos que vivían entre los ríos Oder y Elba como wendos o sorbios, mientras que en la literatura eslava, estas gentes eran llamadas eslavos polobianos o polabios, junto a otros pueblos eslavos rápidamente germanizados: los vagrios (Wagrien), abroditas u obodritas, vilzos o veleti.
2. En general, se ha venido usando este nombre en alemán para los pueblos eslavos occidentales que antiguamente habitaban en los territorios dentro de las fronteras de la Pomerania anteriores a la Segunda Guerra Mundial y de la Alemania oriental. Asimismo, englobaba a todos los eslavos al oeste de Polonia y al norte de Bohemia, polobianos, pomeranios y sorbios. También se utilizaba para llamar a los checos y eslovacos en los textos alemanes de antes del siglo XV.
3. Denominación en inglés y alemán para los sorbios, también llamados "sorabos", un pueblo eslavo que emigró a la Europa Central durante la gran migración, probablemente como consecuencia de la presión ejercida por una serie de belicosos pueblos (hunos y ávaros) hacia el oeste del continente. Algunos de sus descendientes, llamados también wendos o sorbios lusacianos (Lužički Srbi) y que aún hoy viven en Lusacia, donde la lengua sorbia se ha mantenido en los planes de estudio de las escuelas. Muchos wendos fueron desplazados al Reino de Prusia durante las Revoluciones de 1848. Téngase en cuenta que antes de los sorbios, durante la Alta Edad Media existieron en Lusacia otros dos pueblos eslavos o "vendos": los milzenos en la Alta Lusacia y los lusitzi en la Baja Lusacia. Por otro lado, numerosos wendos lusacianos emigraron a países como mano de obra barata, incluyendo Australia y Estados Unidos. Aquí, la mayoría se asentó en Texas, donde se convirtieron en los primeros miembros del Sínodo de Misuri de la Iglesia Luterana. Un gran asentamiento de wendos en Texas lo podemos encontrar en la ciudad de Serbin.
4. Denominación alemana de los casubios.
5. Algunos historiadores finlandeses sostienen que las palabras wendos o vándalos, utilizadas en las fuentes escandinavas, se referían a pueblos de la costa este del mar Báltico, desde Pomerania a Finlandia, incluyendo algunos fineses. La existencia de estos supuestos wendos fineses es muy discutida. En el siglo XIII existió un pueblo llamado wendo o vendo que vivía al norte de Letonia, cerca de la actual ciudad de Cēsis y, como su nombre indica, eran eslavos. Algunos investigadores, sin embargo, señalan que pueden estar relacionados con el pueblo finoparlante de los votios.
6. En Hungría reciben este nombre (Vendek) los prekmuros, grupo étnico esloveno que conserva un dialecto arcaico del idioma esloveno.

## Historia

### Surgimiento (500-1000)
En el primer milenio d. C., durante las migraciones de los eslavos que dividieron a la recién formada etnia eslava en grupos del sur, del este y del oeste, algunos eslavos occidentales se trasladaron a las áreas entre los ríos Elba y Oder, moviéndose de este a oeste y de sur a norte. Allí asimilaron al resto de la población germánica que no había abandonado la zona en el periodo de migración. Sus vecinos germanos adaptaron a los eslavos el término que antes utilizaban para los pueblos al este del río Elba, llamándolos Wends como antes llamaban a los Venedi y probablemente también a los Vándalos. En su obra de finales del siglo VI Historia de Armenia, Movses Khorenatsi menciona sus incursiones en las tierras llamadas Vanand por ellos.
Aunque los wendos llegaron a la llamada Germania Slavica como grandes grupos homogéneos, pronto se dividieron en una variedad de pequeñas tribus, con grandes franjas de bosque que separaban una zona de asentamiento tribal de otra. Sus nombres tribales derivaban de los nombres de lugares locales, adoptando a veces la tradición germánica (por ejemplo, Heveller de Havel, Rujanes de Rugians). Los asentamientos se aseguraban con burgos redondos hechos de madera y arcilla, donde la gente podía retirarse en caso de una incursión de la tribu vecina o se utilizaban como fortalezas militares o puestos de avanzada.
Algunas tribus se unificaron en unidades más grandes, similares a los ducados. Por ejemplo, los Abodritas evolucionaron a partir de la unificación de las tribus Holstein y Mecklenburg occidentales, dirigidas por poderosos duques conocidos por sus incursiones en la Saxonia alemana. Los Lutici eran una alianza de tribus que vivían entre Obotrites y Pomerania. No se unificaron bajo un duque, sino que permanecieron independientes. Sus líderes se reunían en el templo de Rethra.
En 983, muchas tribus de Wend participaron en un gran levantamiento contra el Sacro Imperio Romano, que previamente había establecido misiones cristianas, colonias alemanas e instituciones administrativas alemanas (Marken como Nordmark y Billungermark) en territorios paganos de Wend. El levantamiento tuvo éxito y los wendios retrasaron la germanización durante unos dos siglos.
Los wendos y los daneses tuvieron un contacto temprano y continuo, incluyendo el asentamiento, primero y principalmente a través de las islas más cercanas del sur de Dinamarca, Møn, Lolland y Falster, todas ellas con topónimos de origen wendo. También hubo puestos de comercio y asentamiento por parte de ciudades danesas tan importantes como Roskilde, cuando era la capital: "Vindeboder" (casetas de los Wendos) es el nombre de un barrio de la ciudad. Daneses y Wendos también se enfrentaron en guerras por la piratería y las cruzadas.

### Declive (1000-1200)
Después de sus éxitos en el 983, los wendos se vieron sometidos a una creciente presión por parte de germanos, daneses y polacos. Los polacos invadieron Pomerania varias veces. Los daneses asaltaban a menudo las costas del Báltico (y, a su vez, los wends asaltaban a menudo a los asaltantes). El Sacro Imperio Romano Germánico y sus margraves intentaron restaurar sus marchas.
En 1068/69 una expedición alemana tomó y destruyó Rethra, uno de los principales templos paganos de los Wend. A partir de entonces, el centro religioso de los Wend se trasladó a Arkona. En 1124 y 1128, los pomeranos y algunos lutici se bautizaron. En 1147 tuvo lugar la Cruzada de los wendos en lo que hoy es el noreste de Alemania.
Sin embargo, esto no afectó a los wendis de la actual Sajonia, donde se había logrado una coexistencia relativamente estable de habitantes alemanes y eslavos, así como una estrecha cooperación dinástica y diplomática de la nobleza wendis y alemana. (Véase: Wiprecht de Groitzsch).
En 1168, durante las Cruzadas del Norte, Dinamarca montó una cruzada dirigida por el obispo Absalon y el rey Valdemar el Grande contra los Wendos de Rugia para convertirlos al cristianismo. Los cruzados capturaron y destruyeron el Arkona, el templo-fortaleza de los wendios, y derribaron la estatua del dios wendio Svantevit. Con la capitulación de los wendos de Rugia, los últimos wendos paganos independientes fueron derrotados por los poderes feudales cristianos circundantes.
Entre los siglos XII y XIV, los colonos germánicos se trasladaron a las tierras de Wendish en gran número, transformando la cultura de la zona de eslava a germánica. Los duques y monasterios locales invitaron a los colonos a repoblar las tierras de cultivo devastadas en las guerras, así como a cultivar nuevas tierras de cultivo a partir de los extensos bosques y los suelos pesados, con el uso de herramientas agrícolas basadas en el hierro que se habían desarrollado en Europa occidental. Al mismo tiempo, se crearon un gran número de nuevas ciudades bajo el derecho alemán de la ciudad con la introducción de mercados, contratos y derechos de propiedad con fuerza legal. Esta evolución, que duró más de dos siglos, se conoce como la Ostsiedlung (expansión alemana hacia el este). Una minoría de colonos germanos se trasladó más allá del territorio wendo a Hungría, Bohemia y Polonia, donde fueron generalmente bienvenidos por sus habilidades en la agricultura y la artesanía.
El idioma polabio se habló en la zona central de Baja Sajonia y en Brandeburgo hasta alrededor del siglo XVII o XVIII. La población alemana asimiló a la mayor parte de los Wend, lo que significa que desaparecieron como minoría étnica -a excepción de los sorbios. Sin embargo, muchos topónimos y algunos apellidos del este de Alemania siguen mostrando hoy en día orígenes wendis. Además, los Duques de Mecklemburgo, de Rügen y de Pomerania tenían antepasados wendos.
Entre 1540 y 1973, los reyes de Suecia se llamaban oficialmente reyes de los suecos, godos y wendos (en traducción latina: reyes de suiones, godos y vándalos) (en sueco: Svears, Götes och Wendes Konung). Después de que la monarca danesa la reina Margarita II optara por no utilizar estos títulos en 1972, el actual monarca sueco, Carlos XVI Gustavo, también optó por utilizar únicamente el título de Rey de Suecia" (Sveriges Konung), cambiando así una tradición milenaria.
Desde la Edad Media, los reyes de Dinamarca y de Dinamarca-Noruega utilizaban los títulos de Rey de los wendos (desde 1362) y de Rey de los godos (desde el siglo XII). El uso de ambos títulos se suspendió en 1973.

## Dioses de los wendos

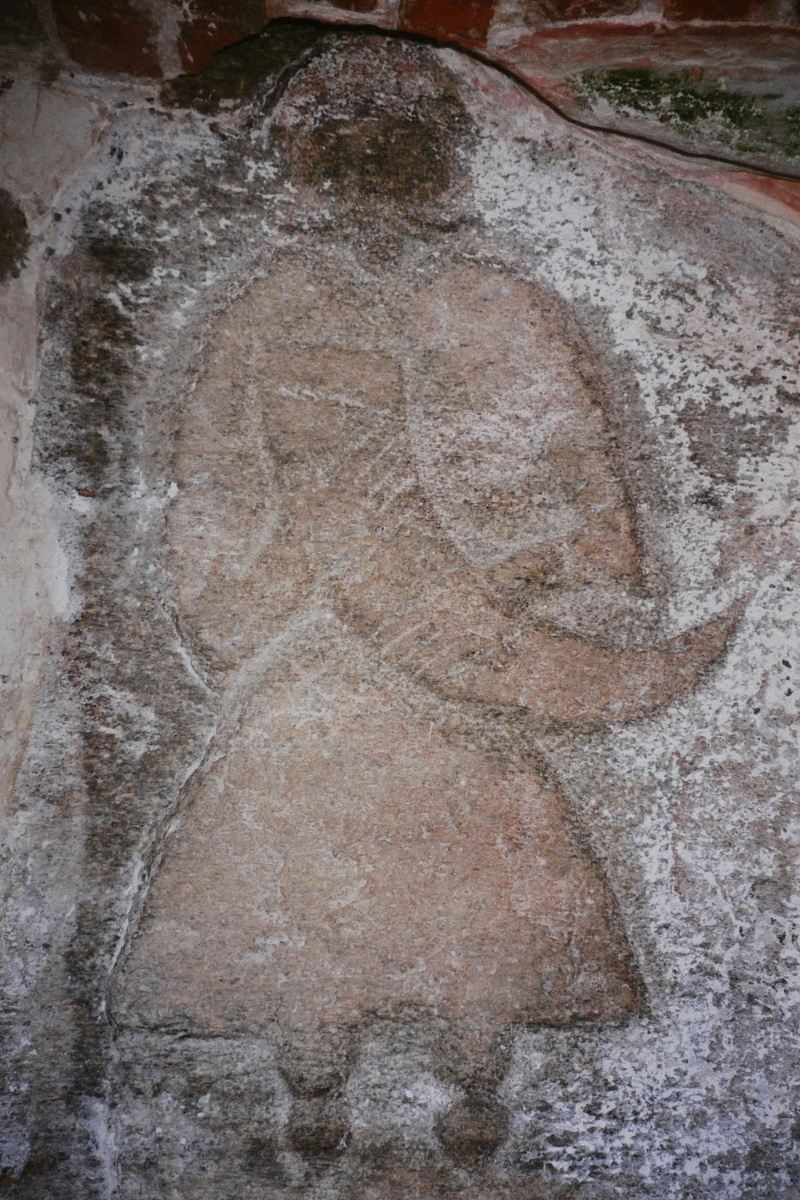
Un sacerdote wendo de Svantevit precristiano representado en una piedra de Vendian Arkona, hoy en Altenkirchen. Svantevit era el dios de la guerra en la mitología eslava y el padre de todos los demás dioses.

Antes de convertirse en cristianos, los wendos tenían sus propios dioses. Son descritos por Saxo en su descripción de la campaña de Arkona en 1169. Dice sobre Svantevit:
"Dentro de la casa había una enorme imagen de un dios, mucho más grande que cualquier hombre y extraño a la vista con sus cuatro cabezas y cuatro cuellos, dos de los cuales giraban hacia delante y los dos hacia atrás, pero de modo que tanto delante como detrás de una cabeza miraban. a la derecha y el segundo a la izquierda. Se afeitó la barba y se cortó el cabello para que pareciera que el artista había reproducido deliberadamente el peinado de Rygboerne. En su mano derecha sostenía un cuerno, adornado con varias clases de minerales, que el sacerdote del santuario tenía la costumbre de llenar de vino todos los años, y por el estado de la bebida en el cuerno se dio cuenta del año nuevo. crecimiento. Mantuvo su brazo izquierdo doblado y puso su mano en su costado. La túnica le llegaba hasta las espinillas; las piernas estaban talladas en otra clase de madera, y la articulación de las rodillas estaba tan bien escondida que había que mirar muy de cerca para descubrir el lugar donde estaban colocadas."
" un soporte de roble llamado Rygevit , y que desde todos los lados estaba lleno y feo a la vista, porque las golondrinas habían construido un nido debajo de su cara y cubrieron todo el pecho con su escoria ". Tenía " la apariencia de siete hombres debajo una de hielo y recta, tantas espadas reales con vainas a juego... una octava que sostenía desenvainada en su mano derecha... "
La corte de un tercer dios estaba dedicada a Porevit : " Fue representado con cinco cabezas pero sin armas. Cuando lo cortaron, la fila llegó a la corte de Porenut. Su apoyo tenía cuatro caras; una quinta la llevaba en el pecho ". Otra deidad se llamaba Triglaf.

## Legado
El pueblo wendo convivió durante siglos con los colonos alemanes y se fue asimilando a la cultura germanófona.
La Bula de Oro de 1356 (una de las bases constitucionales del Sacro Imperio Romano Germánico) reconocía explícitamente en su art. 31 que el Sacro Imperio Romano Germánico era una entidad plurinacional con "diversas naciones distintas en costumbres, modo de vida y lengua". Por ello, estipulaba que "los hijos, o herederos y sucesores de los ilustres príncipes electores, ... ya que se espera que con toda probabilidad hayan adquirido naturalmente la lengua alemana, ... serán instruidos en la gramática de las lenguas italiana y eslava (es decir, wendesa), a partir del séptimo año de su edad".
Muchos nombres geográficos de Alemania central y del norte del país tienen un origen eslavo. Las terminaciones eslavas típicas son -itz, -itzsch y -ow. Se encuentran en nombres de ciudades como Delitzsch y Rochlitz. Incluso los nombres de grandes ciudades como Leipzig y Berlín son probablemente de origen eslavo.
En la actualidad, la única minoría que queda de origen wenés, los sorabos, mantiene su lengua y cultura tradicionales y disfruta de la autodeterminación cultural ejercida a través de la Domowina. El tercer ministro presidente de Sajonia, Stanislaw Tillich (2008-2017), es de origen sorbio, siendo el primer jefe de un estado federal alemán de origen étnico minoritario.

### Los wendos de Texas
En 1854, los wendos de Texas partieron de Lusacia en el barco Ben Nevis en busca de mayor libertad, para asentarse en una zona del centro de Texas, principalmente en Serbin. Los wendos tuvieron éxito, expandiéndose en Warda, Giddings, Austin, Houston, Fedor, Swiss Alp, Port Arthur, Mannheim, Copperas Cove, Vernon, Walburg, The Grove, Bishop y el Valle del Río Grande.
Un fuerte énfasis en la tradición, los principios y la educación es evidente hoy en día en las familias descendientes de los pioneros wendish. En la actualidad, miles de tejanos y otros estadounidenses (muchos de ellos desconocen su origen), pueden reclamar la herencia de los Wendish.

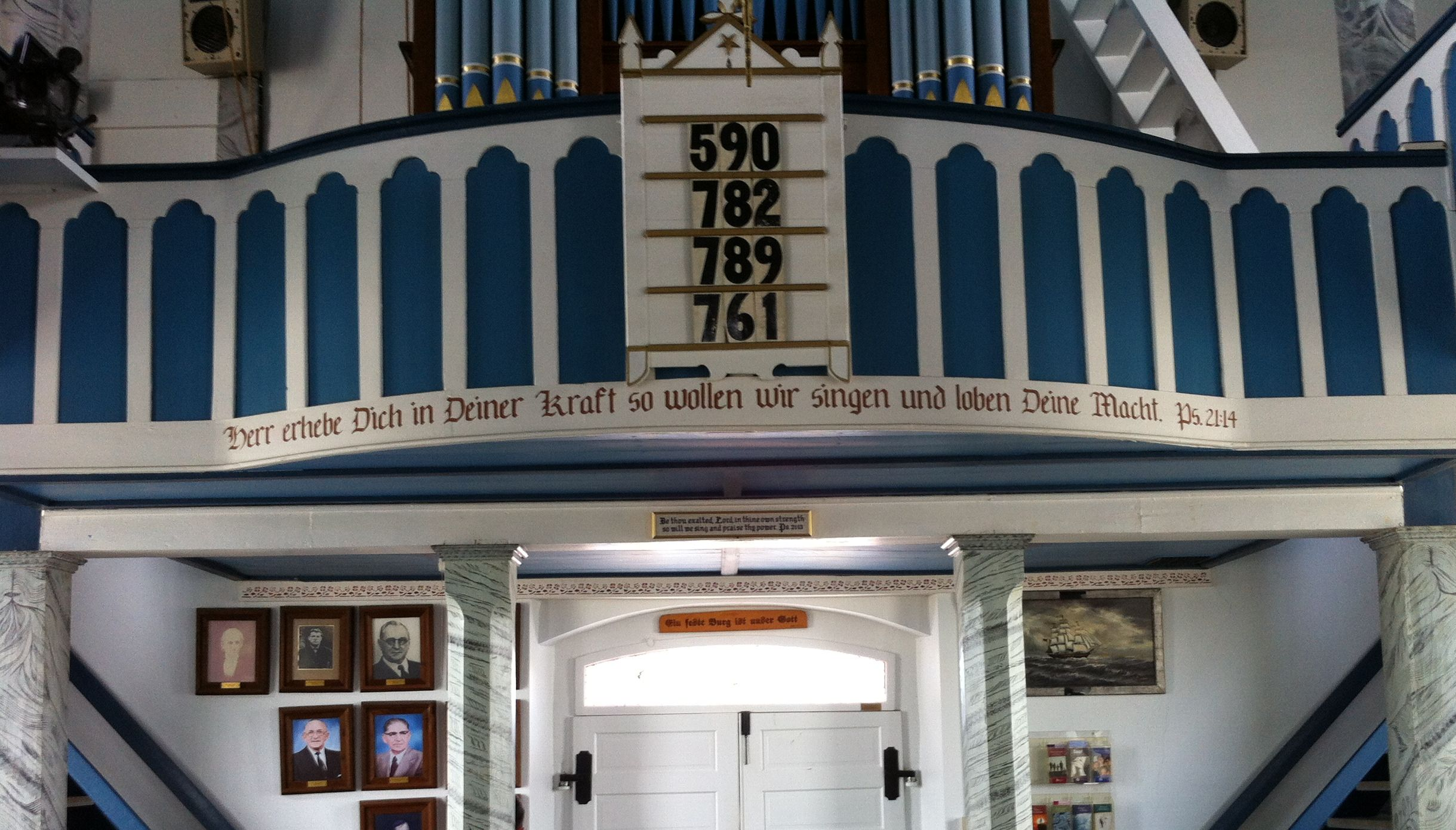
Interior de la iglesia luterana original que los wendos establecieron en Serbin, Texas, St. Paul.